# Eduardo Blasco de Imaz
Eduardo Blasco d'Imaz (Sant Sebastià, 1995) és un nedador espanyol especialitzat en salvament i socorrisme, conegut pels seus assoliments en competicions esportives i el seu compromís amb causes humanitàries.

## Biografia
Va néixer al País Basc i es va criar a Canàries, on va començar a practicar natació des de jove.
Va competir a nivell internacional, sent campió del món en salvament i socorrisme en diverses ocasions. Va representar a Espanya en sis campionats mundials i quatre europeus, acumulant un total de 36 campionats d'Espanya absoluts i vuit medalles amb la selecció nacional.
En 2022, després de guanyar el campionat mundial de salvament i socorrisme, va decidir unir-se a una missió de rescat de migrants en la mar Mediterrània, convertint-se en el primer nedador professional a participar en aquesta mena d'operacions. Des de llavors, va participar regularment en operacions de salvament, rescatant en dos anys a més de 750 migrants.Va col·laborar amb organitzacions de salvament com Aita Mari i Open Arms. A més, va expressar la seva preocupació per la crisi migratòria a la regió i va abordar temes relacionats amb el tràfic de persones.
És llicenciat en Dret, amb especialització en Dret Esportiu. En 2024, compaginava la seva carrera esportiva amb estudis de doctorat sobre els drets humans en la davantera sud d'Europa.Al llarg de la seva carrera, va participar en missions humanitàries en països com Líbia, Tunísia, Egipte i el Sàhara.